# Claudio Baglioni
 Claudio Enrico Paolo Baglioni (n. 16 mai 1951, Roma, Italia), cunoscut ca Claudio Baglioni, este un cantautor italian.